# Лицишевы
Лицишевы — деревня в гмине Черниково Торуньского повета Куявско-Поморского воеводства в центральной части севера Польши.

## История
В 1975—1998 годах деревня относилась к  Влоцлавскому воеводству.